# آشپزی آرومانی

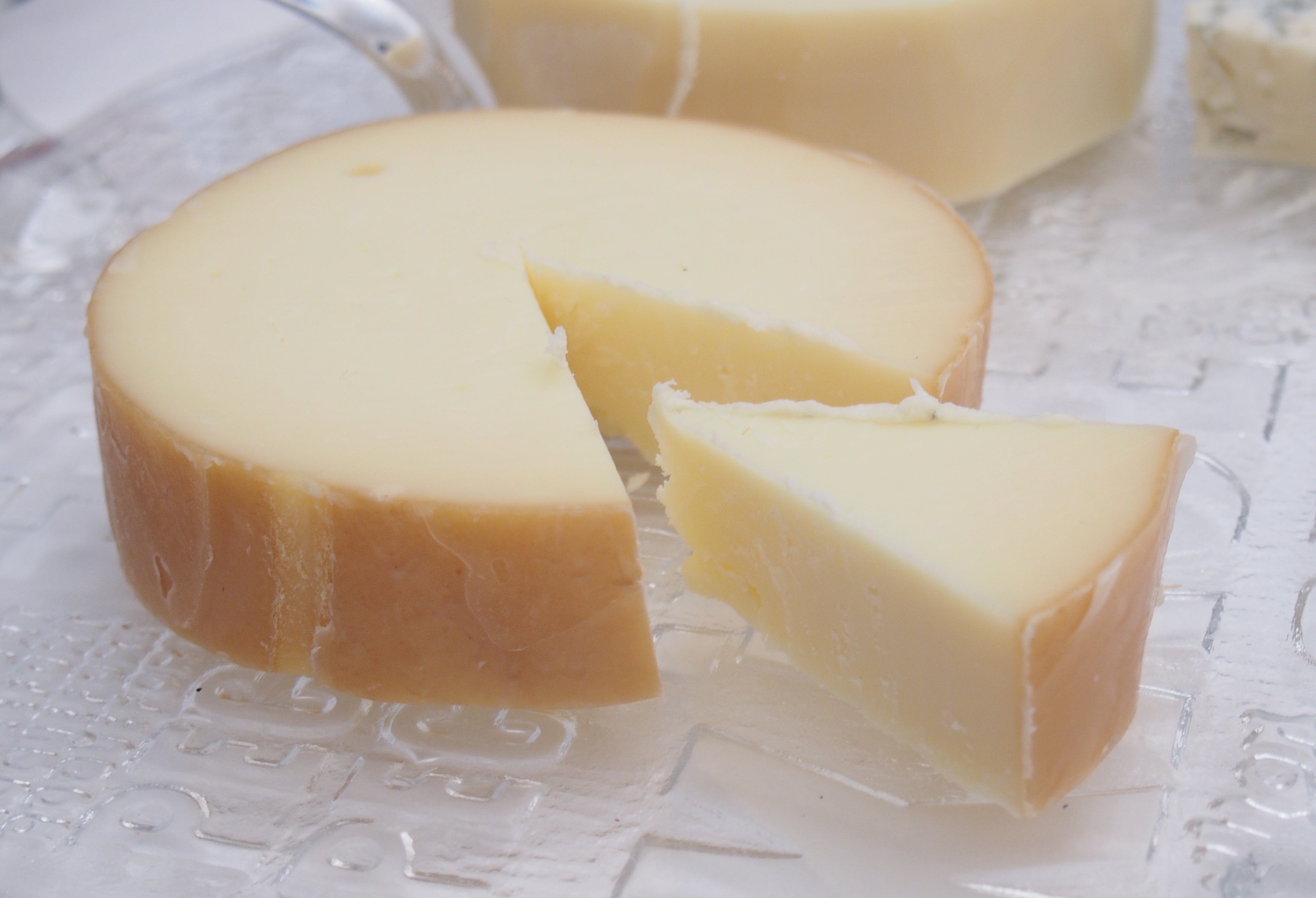
متسوون, یک پنیر محبوب از دهکده آرومانی متسوو, در یونان

آشپزی آرومانی (آرومانی: Cuzina armãneascã) پخت و پز سنتی آرومانی‌ها است. آرومانی‌ها یک گروه قومی کوچک بالکان هستند که در سراسر منطقه پراکنده بوده و در کشورهای آلبانی، بلغارستان، یونان، مقدونیه شمالی، رومانی و صربستان زندگی می‌کنند. آشپزی آرومانی به شدت تحت تأثیر آشپزی مدیترانه‌ای و آشپزی خاورمیانه بوده‌است.